# Marshall Chess Club

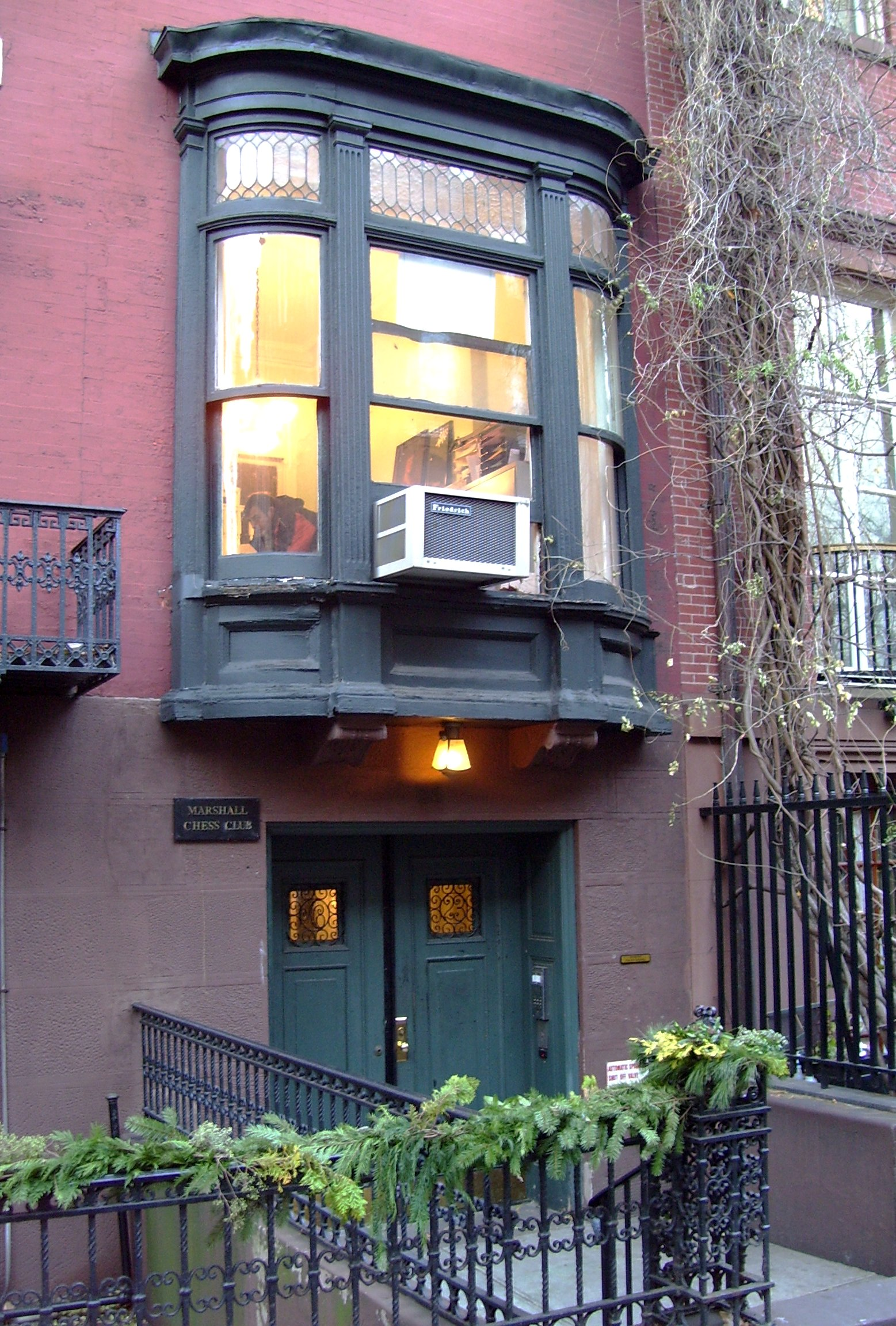
L'ingresso del Marshall Chess Club.

Il Marshall Chess Club è un circolo di scacchi di New York, situato nel Greenwich Village al n. 23 della 
West Tenth Street. Fondato nel 1915, è uno dei più antichi circoli scacchistici degli Stati Uniti.

## Storia
Il club fu formato nel 1915 da un gruppo di scacchisti guidato da Frank Marshall. È una società non profit ed è affiliata alla United States Chess Federation.   
Il Marshall Chess Club è stato per molto tempo un rivale del Manhattan Chess Club, fondato nel 1877 ma chiuso nel 2002. Cambiò sede diverse volte, fino a quando nel 1931 si trasferì nella sede attuale. Il club occupa due piani di un edificio che è di sua proprietà. Marshall fu il presidente del club fino alla sua morte nel 1944, quando sua moglie Caroline ne assunse la presidenza. L'attuale presidente, eletto nel 2014, è Stuart Chagrin. 
Tra i molti forti giocatori che sono stati membri del club si possono citare Fabiano Caruana, Arthur Dake, Larry Evans, Reuben Fine, Bobby Fischer, Fred Reinfeld, Anthony Santasiere e Andy Soltis. Altre personalità di rilievo, tra cui Marcel Duchamp e Stanley Kubrick, furono soci del club. 
Il club ospitò diversi tornei, tra cui molte edizioni del campionato statunitense di scacchi. Bobby Fischer giocò nel Capablanca Memorial del 1964 per via telematica da questo club.